# Liberty Times

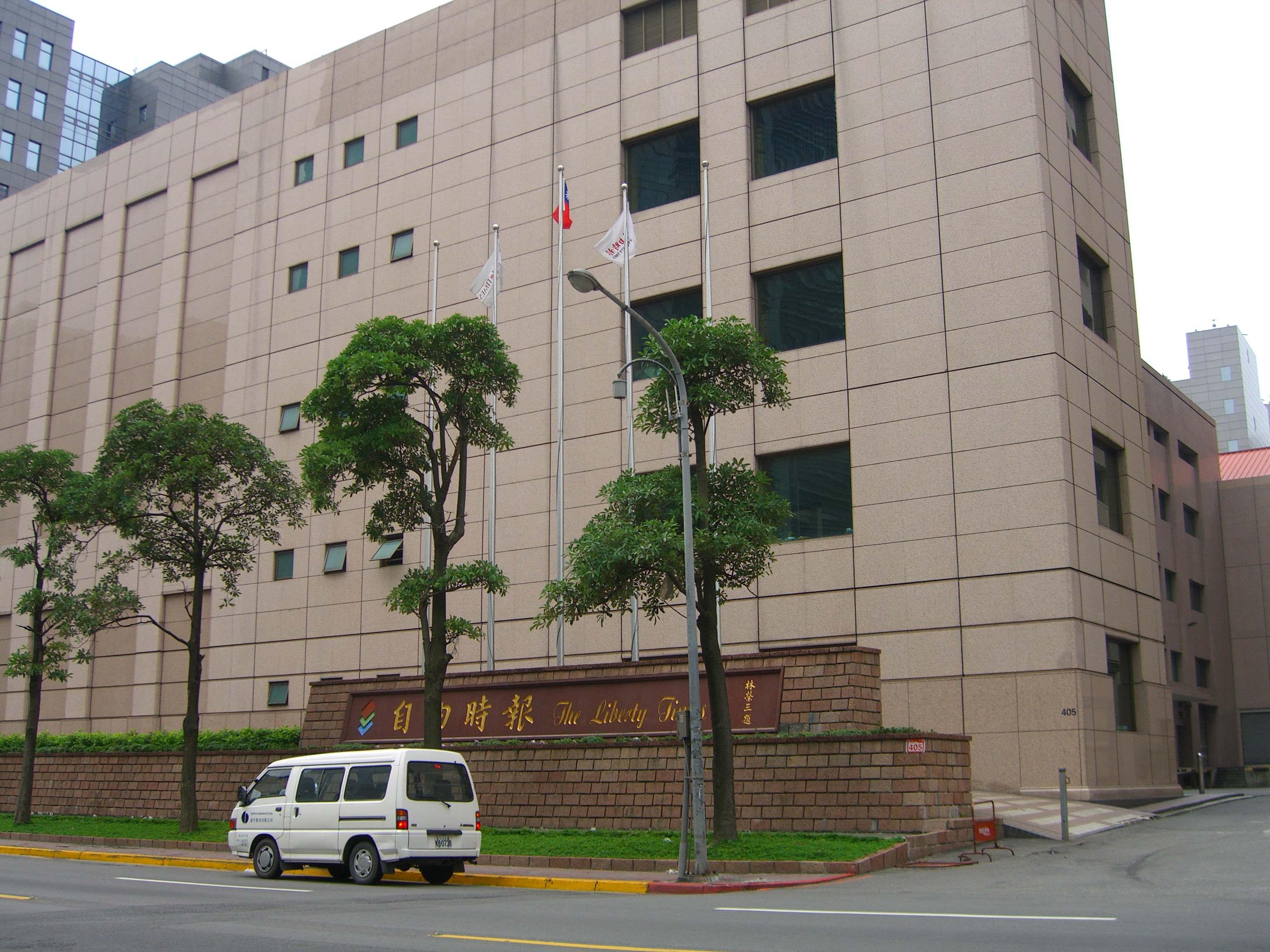
Liberty Times – Verlagshaus in Taipeh

Liberty Times, kurz LT (chinesisch 自由時報 / 自由时报, Pinyin Zìyóu shíbào) ist eine in traditionellen chinesischen Langzeichen erscheinende Tageszeitung in Taiwan.
Die Zeitung wurde 1989 durch Lin, Rung San (林榮三) gegründet, nachdem am 1. Januar 1988 das Verbot der Gründung neuer Zeitungen in Taiwan aufgehoben worden war. Lin gründete später auch die englischsprachige Schwesterzeitung Taipei Times. Beide Presseorgane sind heute Teil der Liberty Times Media Group. Das selbstgewählte Motto der Liberty Times ist 台灣優先 自由第一, englisch Taiwan Foremost, Liberty First – „Taiwan zuvörderst, Freiheit zuerst“. Dieses Motto weist auf die politische Ausrichtung der Zeitung hin, die sich seit ihrer Gründung besonders Taiwan-zentrierten Themen widmet. In der Regierungszeit (1988–2000) des ehemaligen taiwanischen Präsidenten Lee Teng-hui vertrat das Blatt den politischen Kurs der Kuomintang. Seit 2000 vertritt sie einen pro-Unabhängigkeitskurs und steht politisch den Parteien und Positionen des früher so genannten pan-grünen Lagers nahe. Während der Präsidentschaft von Lee Teng-hui – damals noch Mitglied des Kuomintang – 
unterstützte die Zeitung publizistisch dessen Bestrebungen zur weiteren „Taiwanisierung“ und Demokratisierung des Landes (siehe Zwei-Staaten-Theorie). Später unterstützte die Zeitung die Regierungen der DPP und zeigte sich kritisch gegenüber den wirtschaftlichen Annäherungsversuchen an die Volksrepublik China unter dem Kuomintang-Präsidenten Ma Ying-jeou. Die Zeitung bietet einen Qualitätsjournalismus mit den üblichen Rubriken: Tagesnachrichten, Politik (Taiwan/International), Finanzen/Wirtschaft, Unterhaltung etc.
Im Jahr 2003 brachte die von der Mediengruppe Next Media (heute Next Digital) des Hongkonger Unternehmers und Medientycoons Jimmy Lai 黎智英,  Lí Zhìyīng auf den Markt gebrachte, in zum Teil reißerischer Boulevardzeitungsmanier gestaltete Zeitung Apple Daily (蘋果日報) einige Unruhe in den taiwanischen Zeitungsmarkt. Um ihre bisherige Leserschaft und Auflage zu halten, mussten hergebrachte Qualitätszeitungen wie die China Times, die United Daily News und die Liberty Times ihr Layout modernisieren, beispielsweise durch mehr farbige Abbildungen, das Angebot erweitern und zum Teil die Preise senken.
Die geschätzte tägliche Leserzahl betrug im Jahr 2014 2,55 Millionen. Damit lag die Liberty Times an der Spitze aller taiwanischen Zeitungen. Im digitalen Medienreport von Reuters 2018 kam die Liberty Times unter allen taiwanischen Print-Medien mit 27 Prozent wöchentlicher Nutzung auf Platz 2 hinter Apple Daily (38 %). Seit vielen Jahren nimmt die verkaufte gedruckte Auflage ab, während die Nutzung der Internetangebote zunimmt.

## Auszeichnungen
- SOPA 2010 Award for Editorial Excellence, verliehen von der Society of Publishers in Asia, im Bereich chinesische Medien „für die Berichterstattung über Umweltthemen“[9]
- Preis der Journalistenvereinigung Taipeh 2010[10]